# Opactwo św. Cecylii w Ryde
Opactwo św. Cecylii w Ryde (ang. St Cecilia's Abbey) – żeński klasztor benedyktyński w Ryde, na wyspie Wight, w Anglii (Wielka Brytania), ufundowany w 1882 roku. Słynie przede wszystkim ze śpiewu chorału gregoriańskiego. Należy do Kongregacji Solesmeńskiej.

## Historia
Klasztor został założony w 1882 przez wspólnotę benedyktynek z opactwa św. Cecylii w Solesmes, które na skutek antykościelnego ustawodawstwa francuskiego z 1901 roku, zostały zmuszona do opuszczenia kraju.
Mère Cécile Bruyère, pierwsza ksieni klasztoru, zmarła tam 18 marca 1909 roku. Gdy siostry w 1921 roku powróciły do klasztoru św. Cecylii w Solesmes, zabrały z sobą jej ciało..